# Shahrokh Hatami
 (août 2023).
Shahrokh Hatami est un photographe iranien du XXe siècle, célèbre aussi bien pour ses reportages de photojournalisme que pour ses photos d'art de stars de cinéma.

## Biographie
Shahrokh Hatami est né à Téhéran en avril 1928. Après avoir débuté comme journaliste pour un quotidien iranien, il devient photographe en 1950. Correspondant de l'agence de presse américaine Black Star (en) à Téhéran, il a été chargé de couvrir le renversement du premier ministre iranien Mohammad Mossadegh lors d'un coup d'État orchestré par les États-Unis et le Royaume-Uni, qui a organisé le retour du chah d'Iran au pouvoir en 1953. Il se fait alors remarquer sur la scène internationale par une série de photographies publiées par le magazine américain Life.
À la suite de cet épisode, il devient réfugié politique, voyageant principalement entre l'Italie, la France et l'Allemagne, en continuant à travailler comme photographe indépendant sur différents sujets dont ceux du golfe Persique. Sa présence lors des négociations de paix entre l'Égypte et Israël en 1977-1978 lui permet de signer des photos en première page de nombreux magazines.
Ses reportages sont publiés dans plusieurs magazines français : Jours de France, Elle et Paris-Match, pour lesquels il couvrira de grands événements politiques internationaux comme la révolution iranienne de la fin des années 1970, un quart de siècle après avoir été obligé de quitter son pays natal. Dans une livre de photographies en deux volumes, publié en quatre langues par l'Institut de la culture iranienne en 1980, il raconte le périple de l'ayatollahKhomeini, de son exil à Neauphle-le-Château jusqu'à son retour à Téhéran, après l'avoir accompagné dans l'avion du retour.
Connu comme un homme discret et modeste, mais aussi volontaire et persévérant, Shahrokh Hatami a été l'ami de deux chefs d'État égyptiens : Gamal Abdel Nasser et Anouar el-Sadate.
Auteur de photos remarquées des Beatles prises dès 1963 au Cavern Club de Liverpool, où il avait été envoyé par le magazine Paris-Match pour couvrir la Beatlemania, il fréquente aussi de nombreuses célébrités américaines et européennes, cette fois dans le domaine du 7e art, en ayant couvert les tournages de cinéastes renommés : Woody Allen, Jean-Luc Godard, François Truffaut ou Roman Polanski,. Il a en particulier photographié la créatrice Coco Chanel, dont il était proche, dans les années 1960, mais aussi Elizabeth Taylor, Ursula Andress, Sophia Loren, Catherine Deneuve ou encore Steve McQueen.
Devenu ami proche de l'actrice Mia Farrow au cours du tournage du film Rosemary's Baby, il filme un documentaire, Mia and Roman (1968), sur les coulisses de cet événement cinématographique puis se lie d'amitié avec Sharon Tate, femme du réalisateur Roman Polanski, dont il était le photographe personnel depuis 1965, filmant plusieurs documentaires pour elle à Los Angeles, ce qui l'amènera à effectuer un témoignage capital au cours de l'enquête permettant au procureur Vincent Bugliosi l'arrestation puis le procès du gourou psychopathe Charles Manson, qui a organisé son meurtre. Il a été contacté par Vincent Bugliosi via un ami du couple, l'inspecteur Reeve Witson, qui est cité 4 fois dans le compte-rendu procès et embauché pour enquêter par le colonel Paul Tate, mais pas dans le livre de Vincent Bugliosi, qui mentionne avoir approché Hatami sur la base du témoignage du propriétaire du couple, l'agent de stars Rudolph Altobelli. Tout comme l'autre photographe et ami de l'actrice Walter Chappell (en), et l'ami de cette dernière Joanna Pettet, il a fait état dans un livre de 2016 des dissensions dans son couple.
Shahrokh Hatami est décédé à l'âge de 89 ans des suites d'une insuffisance pulmonaire à Auxi-le-Château, dans le Pas-de-Calais le 25 novembre 2017.